# Ostedes dentata
Ostedes dentata là một loài bọ cánh cứng trong họ Cerambycidae.